# 2020年自由民主党党首選挙
2020年自由民主党党首選挙は、2020年8月に実施された、イギリスの自由民主党の党首選挙である。前年の総選挙にて当時の党首ジョー・スウィンソンが落選し、選挙後は党首の座が空席となっていた。当初は次期党首選挙を2020年7月に予定していたが、新型コロナウイルス感染症の世界的流行により、スケジュールを6週先延ばしして実施する形となった。
党首選挙は最終的にエド・デイヴィーとレイラ・モランの2候補による争いとなり、デイヴィーが得票率63.5パーセントで勝利した。

## 背景
2019年7月、自由民主党党首ヴィンス・ケーブルの辞任の伴い実施された党首選挙において、ジョー・スウィンソンが新党首に選出された。この党首選挙においてスウィンソンの対抗馬となったエド・デイヴィーは、副党首選挙において無投票で副党首に選出された。2019年12月、イギリス総選挙においてジョー・スウィンソン党首はイースト・ダンバートンシャー選挙区から立候補するも、スコットランド国民党のエイミー・カラハンに149票差で敗北した。スウィンソンは2005年の区割り見直しで同選挙区が再編成されて以降、同選挙区の議席を獲得を保持していた。2015年の総選挙で1度スコットランド国民党のジョン・ニコルソンに敗れたが、2017年の総選挙で奪還していた。
党首は下院議員である必要がある。党の規約に従うと、党首が議席を失った場合、副党首と党主席が自動的に党首代行となる。エド・デイヴィー副党首とサル・ブリントン党主席が党首代行となり、ブリントンの任期が終了した2020年1月からはマーク・パックが後任に就いた。
党は2019年の総選挙で11議席の獲得に終わっていた。2017年に獲得した議席数からは1減となったが、全体の得票率は増加していた。
元自由民主党下院議員ノーマン・ラムは総選挙における自由民主党の選挙活動を非難し、議席減を招いた原因はブレグジット反対の党政策によるものであると指摘した。さらに、スウィンソンによる次期首相を目指すというメッセージが「うぬぼれ」であったとして、痛烈に批判した。

## 選挙方式
全体スケジュールは、2020年1月18日に党執行部の会議体である連合幹部会で決定された。立候補届出期間は2020年5月7日の統一地方選挙後の5月11日に開始、5月28日に締切の予定となった。そして投票は6月18日に開始、7月15日に締切のスケジュールが組まれた。2019年の総選挙における党のパフォーマンス評価を行うため、余裕を持たせた日程となった。
2020年3月、新型コロナウイルスの世界的流行に伴い統一地方選挙の開催が1年延期となることが決まり、自由民主党党首選挙も2021年5月に延期された。この決定に対し、党員の反応は主に否定的なものであった。党の審査委員会はこの日程変更について、選挙の中止判断は正しいが、連合幹部会には2021年5月という日付を設定する権限までは与えられていないと判断した。審査委員会は連合幹部会に対し、「現在の異常事態が終息する」まで、中止判断を継続的に確認することを指示した。
2020年5月20日、連合幹部会は選挙の1年延期という決定を撤回することを発表した。新たなスケジュールでは、投票は7月30日から8月26日にかけて実施され、秋の党大会において新党首の体制が発足する。
自由民主党の党首選挙では、単記移譲式投票を公式な投票制度として定めているが、実際には1人のみを選出することから、実際には即時決選投票での運用が行われている。そして全ての党員が、一人一票の原則の下に投票する権利を有している。候補者は下院議員である必要があり、自身を除く自由民主党所属下院議員1名以上の推薦を受けなければならない。また候補者となるためには、党員200人以上からの支持および傘下政党（ヤングリベラルを含む）からの支持も必要である。この選挙のために発行された投票用紙は11万7,924枚であり、党の歴史における最多枚数を更新した。

### スケジュール
自由民主党は2020年5月20日に、党首選挙のスケジュールを発表した。
- 6月24日 - 立候補受付開始
- 7月9日 - 立候補受付終了
- 7月30日 - 投票開始
- 8月26日 13時00分 -  投票終了
- 8月27日 11時30分 - 結果発表

## 選挙活動
雑誌『ニュー・ステイツマン』は2020年1月、自由民主党の党首選挙にデイジー・クーパー、エド・デイヴィー、ウェラ・ホブハウス、レイラ・モランが立候補を検討していると報じた。2019年12月と2020年1月の予想では、デイヴィーが筆頭候補であり、次いでモランの名が挙げられた。
クリスティン・ジャーディンは2020年1月時点においては立候補を計画していると述べたが、4月に辞退した。デイジー・クーパーは2020年1月、立候補を検討中であると述べていた。党が2020年に選挙を実施することを決定した後の5月、クーパーは立候補しないことを表明した。そしてクーパーはエド・デイヴィーの支持を表明した。クーパーは党内で左派寄りの立場であったことから、立候補の取り止めはレイラ・モランの動きを抑えることが目的であったと考えられた。
2020年1月、ウェラ・ホブハウスは党首選挙への立候補を検討していると述べた。その前月、ホブハウスは自身が移民であることについて、もし仮に自身が党首となった場合、どのように扱われるか懸念を表明していた.。2020年2月5日、ホブハウスは党首選挙に立候補することを表明した。ホブハウスはウェブサイト「PoliticsHome」の記事において、自由民主党は中道左派の選挙活動を行うべきであると主張し、またイギリスのEU復帰の可能性を検討すべきと論じた。2020年5月、ホブハウスは自由民主党に対して、「等距離を捨てる」ことを要求した。ここで「等距離」とは、労働党とも保守党とも等しく離れた立場で自由民主党は活動すべきという考え方を意味している。ホブハウスは、もし仮に自身が党首に選出された場合、自由民主党は労働党および緑の党とただちに手を組み、活動を開始するつもりであると述べた。6月23日、ホブハウスは立候補の撤回を表明し、レイラ・モランを次期党首として後援することを発表した。ホブハウスは書面において、モランを「連立政権が生み出した自由民主党の負の遺産を打破し、次の選挙において保守党を倒すために中道左派の立場をとることができる唯一の候補者」であると言及した。
レイラ・モランは2020年3月8日に党首選挙への立候補を表明した。モランは自由民主党について、教育、環境、政治文化の政策分野により重点を置いた「前向きなビジョン」が必要であると述べた。
モランはニュースサイト『ビジネスインサイダー』とのインタビューにおいて、自由民主党は「労働党よりも急進的であるべき」と主張し、保守党との連立に関しては、ボリス・ジョンソンが党首である限りはあり得ない選択肢であると述べた。モランは、選挙制度改革に関する公約を履行してから労働党との連立参加に合意すべきであると述べ、その上で自由民主党と労働党が協力して活動して保守党の議席を奪いに行くべきだと主張した。モランはかつて、2019年の総選挙における党の戦略を批判し、ブレグジット阻止という党の方針は有権者の信頼を得られなかったと述べていた。ウェールズの党員とのオンライン演説イベントでは、2021年ウェールズ議会選挙においてカースティ・ウィリアムズを勝利させることを最優先事項として挙げた。ウェールズ党および緑の党と選挙協力を結び、一部選挙区で自由民主党の候補を擁立せず他の党を支持するという決定は、選挙活動を行う上で士気を下げると述べた。モランは、より高い倫理基準を持つ企業が生産した製品に認証ラベルを認めるカイトマーク制度を提案した。モランはまた、ユニバーサルベーシックインカムの導入を支持した。
2020年6月、党首代行のエド・デイヴィーは、「私には介護者としての経験がある。これはアフターコロナのイギリスの再建に役立つものである」と述べ、党首候補として名乗りを上げた。デイヴィーは医療介護者を支援するためのベーシックインカムの設立を提案し、自由民主党は「ソーシャルケアの政党」であるべきだと主張した。デイヴィーは労働党との正式な選挙協力については否定したものの、保守党政権の打倒を優先すると述べ、次回選挙において保守党と協力するという選択肢を除外した。デイヴィーは研究投資および技術投資を通じて、2030年までに国内炭素排出量をゼロに削減する計画を提案した。ウェールズの党員との軋轢問題では、2021年ウェールズ議会選挙が優先事項であり、自由民主党の成功を期待していると述べた。
立候補受付開始初日の6月24日、エド・デイヴィーとレイラ・モランの2名が、投票フェーズに進むために必要な推薦者の人数を確保した。立候補の受付が7月に締め切られた時点では、国会議員推薦数・支持党員数ともに、デイヴィー候補がモラン候補を上回っていた。
雑誌『ニュー・ステイツマン』は、デイヴィー候補がモラン候補を比較すると、モランがより左派的な指向である報じた。デイヴィーは2010年から2015年まで当時の党首ニック・クレッグおよびその他の自由民主党員とともに、キャメロン＝クレッグ連立政権に参加した。デイヴィーは自由民主党右派議員による提言集『オレンジブック』の寄稿メンバーでもあった。連立政権の歴史は2015年以降の自由民主党の支持率を低下させたが、デイヴィーは連立政権の歴史を擁護する立場をとった。一方でニュー・ヨーロピアン紙は、デイヴィーは連立政権時代からの脱却を目指しているのではないかと評価した。

## 候補者

### 表明者
以下の議員は、立候補の意思を表明した。
| 候補者           | 生年月日               | 公職 | 選挙活動      | 立候補表明日 |
| ---------------- | ---------------------- | --- | ------------- | ------------ |
| エド・デイヴィー | 1965年12月25日（59歳） | - 国会議員（キングストン・アンド・サービトン選挙区選出）（1997年–2015年、2017年–） - 自由民主党副党首（2019年–） - 自由民主党党首代行（2019年–） - エネルギー・気候変動大臣（2012年–2015年）                              | www.voteed.uk | 2020年6月4日 |
| レイラ・モラン   | 1982年9月12日（42歳）  | - 国会議員（オックスフォード・ウェスト・アンド・アビンドン選挙区選出）（2017年–） - 自由民主党フロントベンチ（教育大臣）（2017年–） - 自由民主党フロントベンチ（デジタル・文化・メディア・スポーツ大臣）（2019年–2020年） | votelayla.org | 2020年3月8日 |

### 立候補撤回者
以下の議員は、当初立候補の意思を表明したが、後に撤回した。
| 候補者                     | 生年月日               | 公職 | 選挙活動                | 立候補表明日  | 撤回日                                 |
| -------------------------- | ---------------------- | --- | ----------------------- | ------------- | -------------------------------------- |
| ウェラ・ホブハウス         | 1960年2月8日（65歳）   | - 国会議員（バース選挙区選出）（2017年–） - 自由民主党フロントベンチ（コミュニティ・地方自治大臣）（2017年–2019年） - 自由民主党フロントベンチ（エネルギー・気候変動大臣）（2019年、2020年–） - 自由民主党フロントベンチ（環境・食糧・農村地域大臣）（2019年–） - 自由民主党フロントベンチ（運輸大臣）（2019年–2020年） | www.werahobhouse.org.uk | 2020年2月5日  | - 2020年6月23日 - （モランを支持）     |
| クリスティン・ジャーディン | 1960年11月24日（64歳） | - 国会議員（エディンバラ・ウェスト選挙区選出）（2017年–） - 自由民主党フロントベンチ（スコットランド大臣）（2017年–2019年） - 自由民主党フロントベンチ（労働・年金大臣）（2019年） - 自由民主党フロントベンチ（司法大臣）（2019年） - 自由民主党フロントベンチ（内務大臣）（2019年–）                                   |                         | 2020年1月30日 | - 2020年4月30日 - （デイヴィーを支持） |

### 辞退者
- デイジー・クーパー（英語版） - 国会議員（セント・オールバンズ選挙区（英語版））[8][24]
- ティム・ファロン（英語版） - 国会議員（ウェストモーランド・アンド・ロンズデール選挙区（英語版））[54]

## 支援者
党首選挙の候補者は、さまざまな有力政治家からの支持を受けた。前党首ジョー・スウィンソンは、選挙運動において中立を保つと予想された。

### エド・デイヴィー

#### 現職下院議員
- デイジー・クーパー（英語版） - 下院議員（セント・オールバンズ選挙区（英語版）選出）[56]
- ティム・ファロン（英語版） - 下院議員（ウェストモーランド・アンド・ロンズデール 選挙区（英語版）選出）、元自由民主党党首、元自由民主党主席[57]
- クリスティン・ジャーディン（英語版） - 下院議員（エディンバラ・ウェスト選挙区（英語版）選出）[58]
- サラ・オルニー（英語版） - 下院議員（リッチモンド・パーク選挙区（英語版）選出）[58]
- ムニラ・ウィルソン（英語版） - 下院議員（トゥイッケナム選挙区（英語版）選出）[59]

#### 上院議員
- ミンギス・キャンベル（英語版） - 上院議員、元自由民主党党首、元下院議員（ノース・イースト・ファイフ選挙区（英語版）選出）[60]
- ドロシー・ソーンヒル（英語版） - 上院議員、元ワトフォード市長[60]
- ジム・ウォレス（英語版） - 上院議員、元自由民主党上院院内総務、元スコットランド副首相、元スコットランド自由民主党党首、元スコットランド議会議員（オークニー選挙区（英語版）選出）、元下院議員（オークニー・アンド・シェットランド選挙区（英語版）選出）[60]

#### 元下院議員
- サラ・ウォラストン（英語版） - 元下院議員（トットネス選挙区（英語版）選出）（保守党、チェンジUK（英語版）、自由民主党）[60]

#### 元欧州議会議員
- ディネッシュ・ダーミジャ（英語版） - 元欧州議会議員（ロンドン選挙区選出）[59]
- シャッファク・モハメッド（英語版） - 元欧州議会議員（ヨークシャー・アンド・ザ・ハンバー選挙区（英語版）選出）、シェフィールド市議会（英語版）自由民主党会派代表[60]
- ルイーザ・ポリット（英語版） - 元欧州議会議員（ロンドン選挙区選出）、カムデン・ロンドン自治区区議会議員[59]
- キャロライン・ヴォーデン（英語版） - 元欧州議会議員（サウス・ウェスト・イングランド選挙区（英語版）選出）[59]
- イリーナ・フォン・ウィーゼ（英語版） - 元欧州議会議員（ロンドン選挙区選出）[59]

#### その他の政治家
- シボーン・ベニータ（英語版） - 2021年ロンドン市長選挙（英語版）元候補[59]
- キャロライン・ピジョン（英語版） - ロンドン議会議員[59]
- ピーター・テイラー（英語版） - ワトフォード市長（英語版）[60]

### レイラ・モラン

#### 現職下院議員
- ウェンディ・チェンバレン（英語版） - 下院議員（ノース・イースト・ファイフ選挙区（英語版）選出）[61]
- ウェラ・ホブハウス（英語版） - 下院議員（バース選挙区（英語版）選出）[34]
- ジェイミー・ストーン（英語版） - 下院議員（ケイスネス、サザーランド、イースターロス選挙区（英語版）選出）[47]

#### 上院議員
- リン・フェザーストーン（英語版） - 上院議員、元下院議員（ホーンゼイ・アンド・ウッド・グリーン選挙区（英語版）選出）[55]

#### 元下院議員
- マーティン・ホーウッド（英語版） - 元下院議員（チェルトナム選挙区（英語版）選出）、元欧州議会議員（サウス・ウェスト・イングランド選挙区（英語版）選出）[55]
- ジュリアン・ハパート（英語版） - 元下院議員（ケンブリッジ選挙区（英語版）選出）[55]
- ステファン・ロイド（英語版） - 元下院議員（イーストボーン選挙区（英語版）選出）[55]

## 推薦
6月24日から候補者の推薦が開始された。候補者2名はともに投票フェーズへ進むために必要な推薦者数を獲得した。国会議員票は、議員総数11名のうち、候補者2名および中立の立場となる院内幹事長アリステア・カーマイケルの分を差し引いた、8票が総数となる。
| 候補者           | 推薦国会議員 | 支持党員 | 傘下政党支持 |
| ---------------- | ------------ | -------- | ------------ |
| エド・デイヴィー | 5 / 8        | 1,870    | 343          |
| レイラ・モラン   | 3 / 8        | 1,329    | 330          |

## 結果
自由民主党の新党首がエド・デイヴィーに決定したことが、8月27日に発表された。これは1988年の党首選挙以降、最大の得票率差での勝利となった。これは1988年の党首選挙でパディ・アッシュダウンが得票率71パーセントを獲得して以来の、最大の得票率での勝利であった。
| 候補者           | 得票数 | %      | %    |
| ---------------- | ------ | ------ | ---- |
| エド・デイヴィー | 42,756 |        | 63.5 |
| レイラ・モラン   | 24,564 |        | 36.5 |
| 合計             | 67,320 | 投票率 | 57.1 |

## 選挙後
デイヴィーは勝利スピーチにおいて「自由民主党は目を覚ます必要がある。珈琲の匂いを嗅げ」と声を上げ、「我々と価値観を共有していない人々の声こそ『聴き始め』なければならない」と述べた。またデイヴィーは、キャメロン＝クレッグ連立政権における自身の経験を強調し、地球温暖化への取り組みを公約として掲げた。モランは自身のツイッターでデイヴィーを祝福し、「イギリスのより良い未来のために、ともに活動することを楽しみにしています」と述べた。